# Casa Pierucci
Casa Pierucci è un edificio medievale del centro di Pisa, situato tra piazza San Frediano e via Curtatone e Montanara.
Costituita dall'unione di due torri preesistenti, una dell'XI secolo e una più tarda del XIII-XIV secolo. Quella più antica, su Via Curtatone e Montanara, ha un arco di scarico piuttosto malconcio per gli interventi successivi e riempito da materiale laterizio.
La seconda casa si appoggia alla prima ed ha una facciata sulla Piazza, caratterizzata dalla compresenza di archi ogivali (al pian terreno) e a tutto sesto (nelle eleganti trifore in marmo danneggiate per far posto a finestre relativamente moderne): forse a quel piano si apriva un loggiato verso la piazza.